# جان مارك مولين
جان مارك مولين (27 نوفمبر 1973) (بالإنجليزية: Jean-Marc Moulin)‏ لاعب كرة قدم فرنسي معتزل كان يجيد اللعب في خط الدفاع .

## وصلات خارجية
- جان مارك مولين على موقع قاعدة بيانات كرة القدم.إي يو (الإنجليزية)